# Université panafricaine du Congo
L'Université panafricaine du Congo (UPAC) est un établissement public d'éducation supérieure congolais, basé à Kinshasa, la capitale du pays.

## Historique
L’UPAC a été officiellement créée en 2010 par l'Arrêté ministériel No 004 MINESU/CABMIN/MNL/DESP/KOB/2010.
L'université ouvre ses portes le 12 novembre 2011, avec trois facultés: droit, économie & gestion et sciences et technologies, avec une filière supplémentaire dans l’architecture. Son ouverture marque une première en RDC, lancée sur le système LMD (Licence, master, doctorat). 
Le 16 septembre 2014, l'université a posé la première pierre de son deuxième site dans la métropole de Kinshasa, au no 42 de la 12e rue, Cité verte, Mont Ngafula

## Enseignement
L'UPAC vise une qualité d'enseignement supérieure, avec une vision novatrice et ouverte répondant à l'appel gouvernemental d'une plus grande internationalisation du système universitaire congolais. Inscrite dans le système LMD (Licence, Maîtrise, Doctorat) cette université utilise le système de crédits pour permettre à ses étudiants de modifier leur cursus en cours d'année ou de se faire transférer dans une autre université congolaise ou étrangère sans perdre les acquis universitaires engrangés.
Les programmes de l'UPAC s'inscrivent également dans une semestrialisation de l'enseignement: des examens sont organisés à chaque fin de semestre (2 par année scolaire).

## Informations complémentaires
L'université panafricaine du Congo UPAC dispose d'une bibliothèque physique, d'une bibliothèque virtuelle, d'un système de courriel interne pour ses professeurs et étudiants ainsi que d'une page facebook.